# Journal of Agricultural and Environmental Ethics
Journal of Agricultural and Environmental Ethics is een internationaal, aan collegiale toetsing onderworpen wetenschappelijk tijdschrift op het gebied van de landbouwkunde, milieuwetenschappen, en ethiek. De naam wordt in literatuurverwijzingen meestal afgekort tot J. Agr. Environ. Ethics. Het wordt uitgegeven door de University of Guelph en verschijnt 2 keer per jaar.